# Ruutupaidat
Ruutupaidat är en futsalklubb från Vasa som säsongen 2018/2019 spelar i division 2. Klubben grundades 1975 som fotbollsklubb. Futsalverksamheten började säsongen 1999/2000 i distriktsserien, säsongen 2001/2002 vann man distriktsserien  och avancerade till Futsal-ligans finalturnering där man slutade fjärde, i ligan hölls laget till säsongen 2009/2010. 
Efter fem säsonger i lägre divisioner steg man åter till ligan inför säsongen 2015/2016. Efter att ha slutat sist i ligan säsongen 2017/2018 relegerades laget till division 1 men valde att på grund av bristande engagemang i föreningen tacka nej till platsen i den nationella division 1 och istället fortsätta i Vasadistriktets division 2.

## Säsonger
- 2001/2002 – Futsal-ligan, 4:e
- 2002/2003 – Futsal-ligan, 4:e
- 2003/2004 – Futsal-ligan, 6:e
- 2004/2005 – Futsal-ligan, 2:a
- 2005/2006 – Futsal-ligan, 11:e
- 2006/2007 – Futsal-ligan, 3:e
- 2007/2008 – Futsal-ligan, 4:e
- 2008/2009 – Futsal-ligan, 5:e
- 2009/2010 – Futsal-ligan, 9:e
- 2010/2011 – Division 1, 5:e
- 2011/2012 – Division 1, 10:e
- 2012/2013 – Division 2, 1:a
- 2013/2014 – Division 1, 4:e
- 2014/2015 – Division 1, 1:a
- 2015/2016 – Futsal-ligan, 8:e
- 2016/2017 – Futsal-ligan, 11:e
- 2017/2018 – Futsal-ligan, 12:e
- 2018/2019 – Division 2